# Aïn Soltane (Tunisie)
Pour les articles homonymes, voir Aïn Soltane.
Aïn Soltane (arabe : عين سلطان) est un village du nord-ouest de la Tunisie (gouvernorat de Jendouba) situé dans la délégation de Ghardimaou.
Le village abrite un centre de camping principalement occupé par des randonneurs mais qui doit fermer à plusieurs reprises durant l'année 2018 en raison de la présence de groupes terroristes dans les environs,,.